# スタン・プラスキー
スタン・プラスキー（Stan "The Mad Russian" Pulaski、本名：Eric Ronald Pomeroy、1933年6月12日 - 2012年9月29日）は、カナダのプロレスラー。ニューファンドランド・ラブラドール州セントジョンズ出身。
ロシア人ギミックのヒールとして活動した試合巧者の職人レスラーであり、NWAやAWAの各テリトリーで実績を残した。

## 来歴
少年時代からレスリング、ボクシング、ウエイトリフティングなどのスポーツに取り組み、1950年にオンタリオ州トロントにて18歳でデビュー。以降、本名のエリック・ポメロイ（Eric Pomeroy）、イゴール・カルミコフ（Igor Kalmikoff）、スタニスラウス・プラスキー（Stanislaus Pulaski）などのリングネームを用いてカナダおよびアメリカ各地を転戦。
1962年には五大湖エリアにおいて、ハンス・シュミット、ドミニク・ブラボー、ガイ・ミッチェル、トニー・マリノらと対戦した。大西洋岸南部のミッドアトランティック地区では1963年にレイ・アンドリュースと組み、クリス・トロス&ジョン・トロスなどのチームとNWA南部タッグ王座を争っている。
1965年3月11日、太平洋岸北西部のオレゴン州ポートランドにてNWAパシフィック・ノースウエスト・ヘビー級王座を獲得。同年12月、スタン・プラスキー（Stan Pulaski）として日本プロレスの『ウィンター・シリーズ』に初来日。リキ・スポーツパレスにおける豊登とのシングルマッチでは、反則裁定ながら勝利を収めている。
1967年より深南部のジョージア地区に参戦。スタン・バション（Stan Vachon）と名乗り、モーリス "マッドドッグ" バション&ポール "ザ・ブッチャー" バションのバション兄弟の「次兄」というギミックで活動する。エンリケ、アルベルト、ラモンのトーレス3兄弟と抗争を繰り広げ、「弟」のポールとのコンビで同地区認定のタッグ王座を再三獲得した。
ジョージアで活躍中の1967年9月、マッド・ラシアン（The Mad Russian）のリングネームで日本プロレスの『ダイヤモンド・シリーズ』に再来日。アントニオ猪木、キム・イル、吉村道明、キンジ渋谷らとシングルマッチで対戦した。同シリーズには後にロシア人ギミックの後継者となるイワン・コロフもレッド・マクナルティの名義で参戦しており、開幕戦の大田区体育館大会で両者はタッグを組み、ヤマハ・ブラザーズの凱旋帰国試合の相手を務めている。
アメリカではバション・ブラザーズを解散後、AWAの提携テリトリーだったネブラスカ州オマハを主戦場に、リングネームをスタン・プラスキーに戻してベビーフェイスのポジションで活動。1969年2月1日にマイク・デビアスからAWA中西部ヘビー級王座を奪取し、以降もターザン・タイラー、ラーズ・アンダーソン、ロック・ロゴウスキー、グレート草津、バディ・ウォルフらを破り、1972年下期にかけて同王座を通算6回獲得した。レジー・パークスと組んでAWA中西部タッグ王座にも就き、当時AWAと提携していた国際プロレスの草津&ヒゴ・ハマグチの挑戦も受けたが、国際プロレスへの参戦は実現していない。なお、敵対関係にあった草津とは1972年の元旦にセントルイスのキール・オーディトリアムにてタッグを組み、ロニー・エチソン&ジョニー・ウィーバーと対戦している。
1973年3月、マッド・ラシアンとして全日本プロレスに来日。『チャンピオン・カーニバル』の第1回大会に出場したが、トーナメント1回戦でザ・デストロイヤーに敗退した。全日本プロレスには同年11月開幕の『ジャイアント・シリーズ第2弾』にもスタン・プラスキー名義で参戦しており、富山市体育館大会では特別参加のブルーノ・サンマルチノのパートナーとなって、ジャイアント馬場&ジャンボ鶴田の師弟コンビと対戦した。
1974年はフロリダ地区で再びスタン・バションと名乗り、「兄」のモーリスとバション・ブラザーズを再結成。2月12日には若手ヒール時代のディック・スレーターをパートナーに、ポール・ルダック&ジョー・ルダックを下してNWAフロリダ・タッグ王座を奪取した。7月にはカナダ沿海州のESAにおいて、エリック・ポメロイ名義でグレート・クマから北米ヘビー級王座を奪取したが、同年に交通事故に遭い、引退を余儀なくされた。
その後、1976年に一時的に復帰して、ESAではザ・マーセナリーズ（フレンチ・マーチン&マッドドッグ・マーテル）やザ・ブルート、AWAではキム・ドクと対戦した。
引退後は、主戦場だったネブラスカ州のストロムズバーグに居住していた。2012年9月29日、79歳で死去。

## 得意技
- ガン・フー・ホールド（Gung Fu hold / Double Corkscrew）[10] - 相手のこめかみに両方の拳を押しつけてタップアウトを奪う[5]。
- パイルドライバー[1]
- ハングマンズ・ホールド[1]
- ニー・ドロップ[1]

## 獲得タイトル
ミッドアトランティック・チャンピオンシップ・レスリング
- NWA南部タッグ王座（ミッドアトランティック版）：2回（w / レイ・アンドリュース）[7]

パシフィック・ノースウエスト・レスリング
- NWAパシフィック・ノースウエスト・ヘビー級王座：1回[8]
- NWAパシフィック・ノースウエスト・タッグ王座：2回（w / エル・シェリーフ、スタン・スタージャック）[24]

ミッドサウス・スポーツ / ジョージア・チャンピオンシップ・レスリング
- NWA世界タッグ王座（ジョージア版）：2回（w / ブッチャー・バション）[25]
- NWA南部タッグ王座（ジョージア版）：3回（w / ブッチャー・バション）[26]
- NWAジョージア・タッグ王座：3回（w / ブッチャー・バション×2、ボビー・ダンカン）[27]

セントラル・ステーツ・レスリング
- NWA北米タッグ王座（セントラル・ステーツ版）：1回（w / ダニー・リトルベア）[28]

NWAミッドアメリカ
- NWA南部タッグ王座（ミッドアメリカ版）：4回（w / レイ・アンドリュース、ロン・ギブソン×3）[29]

チャンピオンシップ・レスリング・フロム・フロリダ
- NWAフロリダ・タッグ王座：1回（w / ディック・スレーター）[20]

アメリカン・レスリング・アソシエーション
- AWA中西部ヘビー級王座：6回[13]
- AWA中西部タッグ王座：9回（w / デール・ルイス×3、クリス・トロス、ボブ・エリス、レジー・パークス×4）[30]

イースタン・スポーツ・アソシエーション
- 北米ヘビー級王座（マリタイムズ版）：3回[21]
- インターナショナル・タッグ王座（マリタイムズ版）：4回（w / フィル・ロブレイ、フレッド・スウィータン×2、ザ・ビースト）[31]